# 차량 전복

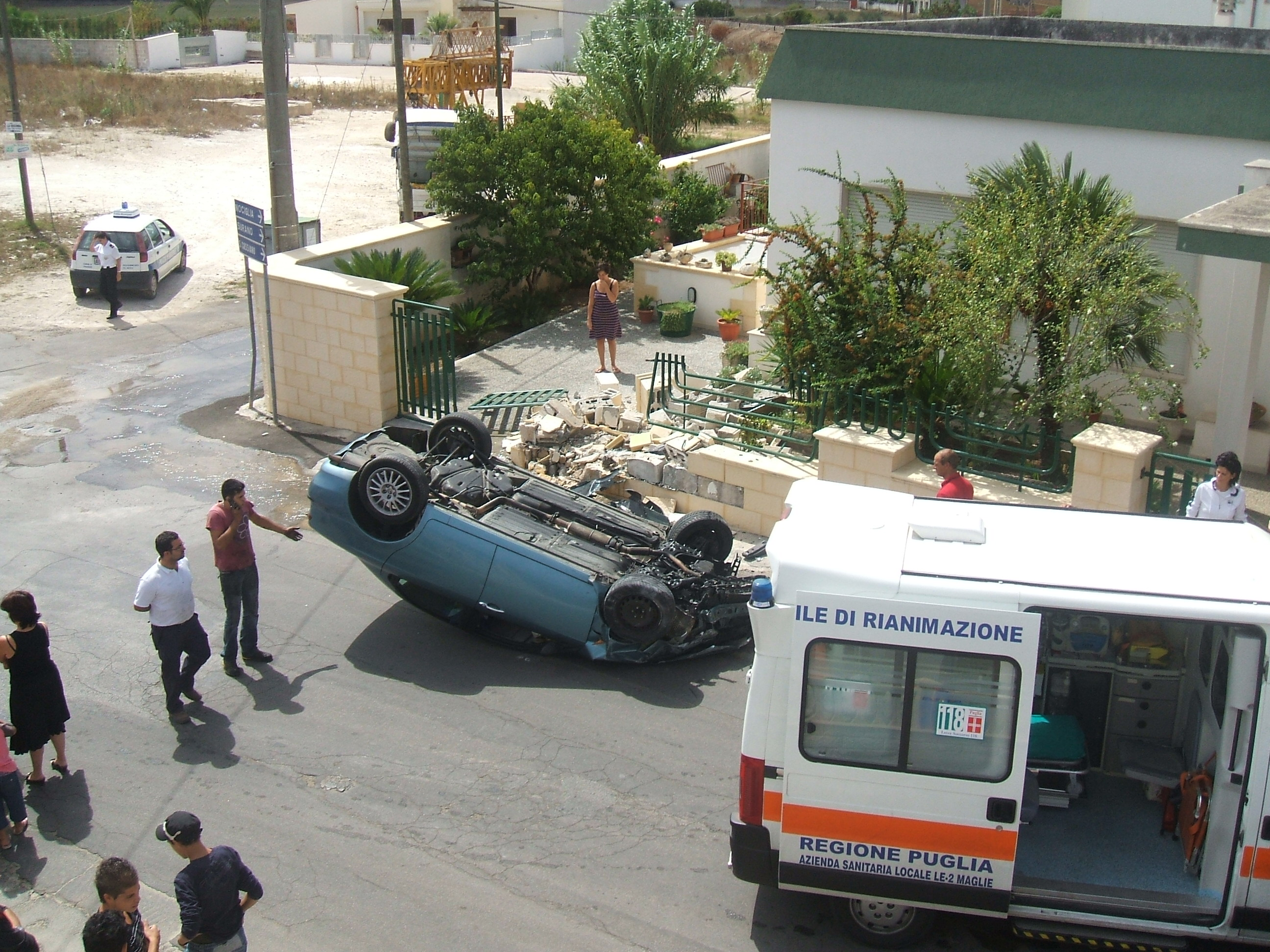
이탈리아 남부에서의 전복

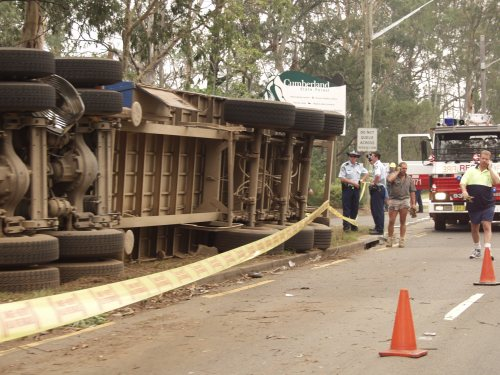
호주 시드니에서의 전복

차량 전복은 차량이 옆으로 또는 지붕 위로 뒤집히는 교통 사고의 한 유형이다. 전복은 다른 유형의 차량 충돌보다 치사율이 높다.

## 동역학

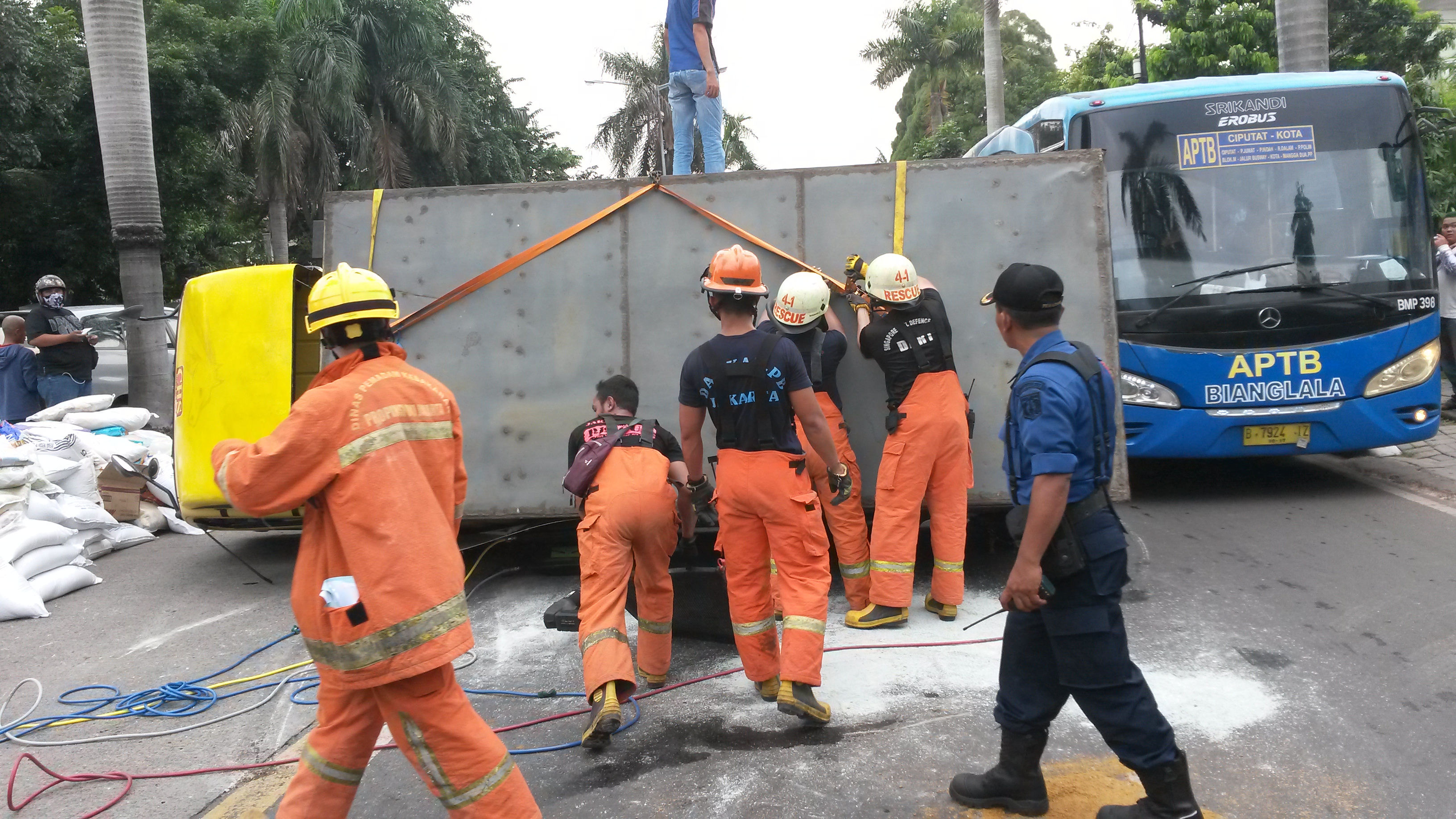
인도네시아자카르타에서 소방관이 처리 중인 전복된 박스 트럭

차량 전복은 트립형과 비트립형의 두 가지 범주로 나뉜다. 트립형 전복은 연석이나 다른 차량과의 충돌과 같은 외부 물체의 힘으로 인해 발생한다. 비트립형 전복은 조향 입력, 속도, 지면과의 마찰의 결과이다. 롤-커플링되지 않은 트레일러(즉, 5륜 대신 트레일러 커플링을 사용하는 트레일러)는 추가적인 안정성을 위한 트랙터 유닛 또는 원동기가 없기 때문에 전복될 가능성이 더 높다.

### 비트립형 전복
비트립형 전복은 코너링 힘이 차량을 불안정하게 만들 때 발생한다. 차량이 코너를 돌 때 세 가지 힘이 작용한다: 타이어 힘(구심력), 관성 효과(원심력), 중력이다. 타이어의 코너링 힘은 차량을 곡선 중앙으로 밀어낸다. 이 힘은 지면 수준에서 질량 중심 아래에 작용한다. 관성의 힘은 회전 중심에서 멀리 차량의 질량 중심을 통해 수평으로 작용한다. 이 두 힘은 차량을 곡선 바깥쪽으로 기울게 한다. 차량 무게의 힘은 질량 중심을 통해 반대 방향으로 아래로 작용한다. 타이어와 관성 힘이 중력을 극복하기에 충분하면 차량이 뒤집히기 시작한다.

### 트립형 전복
경승용차에서 가장 흔한 트립형 전복은 차량이 옆으로 미끄러질 때 발생하며, 타이어가 연석을 치거나, 부드러운 지면에 박히거나, 측면 힘이 갑자기 증가하는 유사한 상황이 발생할 때 일어난다. 물리학은 코너링 전복과 유사하다. 2003년 보고서에 따르면, 이는 가장 흔한 메커니즘이었으며, 단일 차량 전복의 71%를 차지했다.
또 다른 유형의 트립형 전복은 다른 차량이나 물체와의 충돌로 인해 발생한다. 이는 충돌로 인해 차량이 불안정해질 때 발생하며, 예를 들어 좁은 물체가 차량 한쪽을 위로 가속시키지만 다른 쪽은 그렇지 않을 때 발생한다. 꺾인 보호 난간 끝 부분이 이러한 현상을 일으키는 것으로 나타났다. 측면 충돌은 차량을 옆으로 가속시킬 수 있다. 타이어는 변화에 저항하고, 결합된 힘은 차량을 회전시킨다. 1983년 충돌 시험에서 경트럭이 특정 초기 설계의 가드 레일과 충돌한 후 전복되기 쉽다는 것이 밝혀졌다.
차량은 도랑이나 경사면을 지날 때도 전복될 수 있다. 33% (수평 단위 3개당 수직 단위 1개)보다 가파른 경사면은 "위험 경사면"이라고 불리는데, 이는 대부분의 차량이 전복될 수 있기 때문이다. 차량은 한쪽 바퀴로 큰 장애물을 치거나 고르지 않은 지형에서 조작할 때 전복될 수 있다. 트레일러 잭나이프 현상은 차량이 트립된 상황(부드러운 지면 또는 연석)에 처할 경우 견인 차량을 전복 시나리오로 밀어 넣을 수 있다.
강한 바람은 트럭, 버스, 밴과 같은 측면이 높은 차량을 넘어뜨릴 수 있다. 위험 지역은 해안 도로, 평원, 노출된 교량이다. 방풍림 그림자를 벗어나는 차량은 측면이 높은 차량에 영향을 미칠 수 있는 순간적인 돌풍에 노출될 수 있다.

## 차량

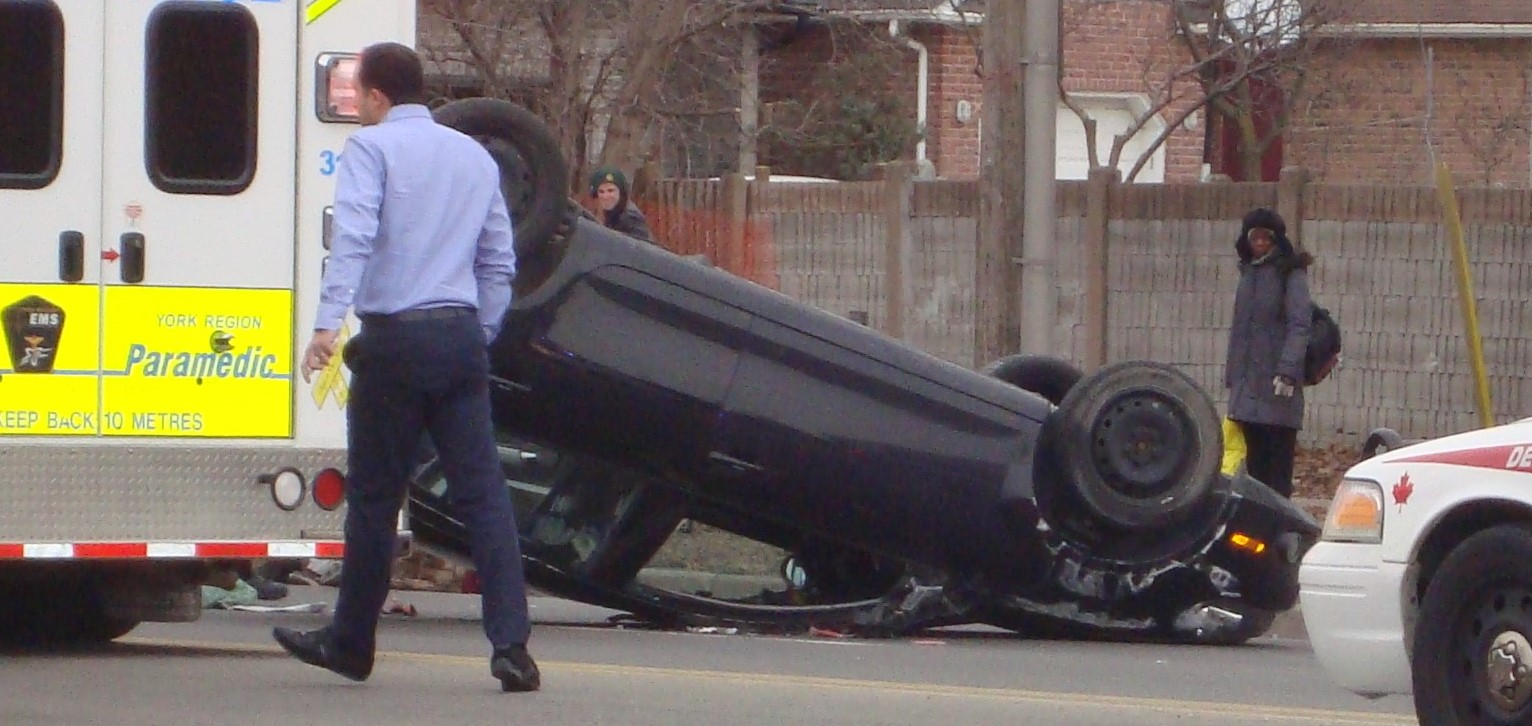
충돌 직후 전복된 차량

모든 차량은 다양한 정도로 전복에 취약하다. 일반적으로 전복 경향은 질량 중심의 높이, 차축 간격의 폭, 조향 민감도, 속도 증가에 따라 증가한다.
승용차의 전복 한계는 횡가속도 1g 이상이다. 경트럭은 0.8g에서 1.2g의 횡가속도에서 전복된다. 대형 상업용 트럭은 0.2g 정도의 낮은 횡가속도에서도 전복된다. 트럭은 일반적으로 차체가 더 높고 지상고가 더 높기 때문에 승용차보다 전복될 가능성이 더 높다. 이는 질량 중심을 높인다.
SUV는 전복되기 쉬우며, 특히 장거리 오프로드 서스펜션이 장착된 차량은 더욱 그렇다. 오프로드 주행을 위한 서스펜션 높이 증가는 질량 중심을 높인다.
풀 사이즈 밴은 일반적으로 오프로드 서스펜션이 없지만, 차체 높이가 증가하여 전복되기 더 쉽다. 포드 이코노라인과 같은 15인승 밴(27.9%)은 많은 사람을 태우기 위해 필요한 고하중 서스펜션으로 인해 높이가 증가하여 전복되는 것으로 특히 악명이 높다. 차량에 짐을 많이 실으면 전복 경향이 증가한다. 이러한 밴의 지붕에 짐을 싣지 않고, 차량의 안전한 운전에 경험이 있거나 훈련된 운전자를 사용하는 것이 권장된다. 이러한 경우, 차량의 적재 및 비적재 시 행동에 대한 익숙함, 갑작스러운 방향 전환 회피, 급회전 시 속도 감소는 이러한 차량과 관련된 전복 위험을 크게 줄일 수 있다.
SUV 제조업체는 운전자 햇빛가리개에 경고문을 게시하는 경우가 많다. 전복 경향으로 인해 대중에게 알려진 차량 중에는 포드 브롱코 II, 스즈키 사무라이, 지프 CJ, 미쓰비시 파제로, 이스즈 트루퍼 등이 있다.
군용 차량은 민간 SUV보다 바퀴 간격이 훨씬 넓어 전복되기 어렵다. 그러나 이라크와 아프가니스탄의 급조폭발물은 민간 차량에서는 볼 수 없는 전복을 유발한다. 상부 포탑 사수는 특히 취약하다.
2011년 뉴욕에서 15명의 승객이 사망한 월드 와이드 투어 버스 충돌 사고로 인해 높은 승객 코치가 미국 언론의 헤드라인을 장식했다. 버스가 방향을 틀어 옆으로 넘어지면서 기둥에 부딪혀 차량 상단이 부서졌다.

## 전복 위험 일반 목록
미국 고속도로교통안전국이 평가한 위험도별로 분류된 미국 내 판매 차량 목록. 다른 매개변수로 정렬하려면 <>를 클릭한다.

| 연도 | 제조사          | 모델          | 전복 위험 | 그립 g | 무게 중심 높이 | 생산량               | 유형   | 좌석수   | 비고              |
| ---- | --------------- | ------------- | --------- | ------ | -------------- | -------------------- | ------ | -------- | ----------------- |
| 2011 | 쉐보레          | 타호          | 24.6%     | 0.79   |                |                      | SUV    | 8        |                   |
| 2011 | 포드            | F-150         | 19.8%     | 0.71   |                |                      | 트럭   | 4        |                   |
| 2013 | 토요타          | 하이럭스      | 19.1%     |        |                | 2009년까지 500만대   | 트럭   | 4        | 타코마라고도 불림 |
| 2011 | 아우디          | Q7            | 18.5%     | 0.85   |                |                      | SUV    | 4        |                   |
| 2013 | 메르세데스-벤츠 | M-클래스      | 17.9%     |        |                |                      | SUV    | 5        |                   |
| 2013 | 볼보            | XC90          | 17.9%     | 0.77   |                |                      | SUV    | 5 또는 7 |                   |
| 2013 | BMW             | X5            | 17.4%     |        |                | 2010년까지 100만대   | SUV    | 5        |                   |
| 2013 | 렉서스          | RX            | 16.4%     |        |                |                      | SUV    | 5        |                   |
| 2012 | 크라이슬러      | 타운 & 컨트리 | 16.4%     |        |                |                      | 미니밴 | ?        |                   |
| 2013 | 토요타          | 시에나        | 14%       |        |                |                      | 미니밴 | 7 또는 8 |                   |
| 2011 | 토요타          | 프리우스      | 12.1%     | 0.79   |                | 2014년까지 3~4백만대 |        | 4        | 하이브리드        |
| 2011 | 쉐보레          | 임팔라        | 11.3%     |        |                |                      | 세단   | 4        |                   |
| 2014 | 메르세데스-벤츠 | E-클래스      | 9.9%      | 0.87   |                |                      | 세단   | 4        |                   |
| 2011 | 쉐보레          | 볼트          | 9.4%      |        |                | 2015년까지 93,000대  |        | 4        | 하이브리드        |
| 2011 | BMW             | 535           | 9.3%      |        |                | 2009년까지 500만대   | 세단   | 4        |                   |
| 2013 | 쉐보레          | 카마로        | 8.7%      | 0.98   |                |                      | 쿠페   | 4        |                   |
| 2013 | 테슬라 모터스   | 모델 S        | 5.7%      | 0.92   | 18 in (46 cm)  | 2016년까지 10만대    | 세단   | 5 또는 7 | 전기              |

1. ↑  충돌 시험을 거친 차량의 모델 연도이며, 전체 등급의 연도가 아니다. 오래된 충돌 시험은 보통 새로운 차량 모델에 적용된다; 다른 연도의 등급 및 문서 번호를 비교하여 쉽게 확인할 수 있다.
2. ↑  경사 시험으로 측정. *** > 20% > **** > 10% > *****
3. ↑  차량이 스키드패드하기 전 최대 횡가속도(회전력).
4. ↑  무게 중심의 높이, 또는 질량 중심 높이.
5. ↑  해당 모델의 생산 대수.

## 탈출
전복 후 차량은 옆이나 지붕 위로 놓일 수 있으며, 종종 문이 막혀 승객의 탈출이 어려워진다. 버스, 트램, 트롤리버스 등 한쪽에만 문이 있는 대형 승용차는 전복 시 창문을 이용하여 탈출하는 한 가지 이상의 방법이 있다. 일부는 손잡이를 당겨 창문을 비상구로 사용할 수 있는 특수 창문이 있다. 일부는 창문을 깨고 즉석에서 탈출구를 만드는 도구가 있다. 일부는 지붕이나 일반적인 출입구 반대편에 비상 출입문이나 해치가 있다. 일부는 이러한 탈출 방법 중 두 가지 이상을 결합한다.

## 롤 바 및 케이지
전복 사고는 정면, 측면 또는 후면 충돌에 비해 차량 탑승자에게 특히 치명적이다. 일반 승용차에서는 지붕이 탑승자 쪽으로 붕괴되어 심각한 머리 부상을 유발할 가능성이 높기 때문이다. 차량에 롤 케이지를 사용하면 훨씬 더 안전해지지만, 대부분의 승용차에서는 화물 및 승객 공간을 너무 많이 줄여서 실용적이지 않다. 지프 랭글러는 짧고 좁으며 고르지 않은 지형에서 사용하도록 설계된 차량으로, 롤 바가 기본 장비로 제공되는 것이 특이하다.
미국에서 컨버터블의 인기가 떨어진 것은 부분적으로 전복 사고 시 보호 부족에 대한 우려 때문이었다. 대부분의 컨버터블은 앞유리 프레임 외에는 보호 장치가 없기 때문이다. 일부 컨버터블은 헤드레스트 뒤에 두 개의 돌출된 곡선 바를 사용하여 전복 보호 기능을 제공한다. 일부 메르세데스-벤츠 컨버터블은 사고 발생 시 전개되는 접이식 롤 바를 가지고 있다. 경주용 자동차는 경주 중 전복될 가능성이 매우 높기 때문에 거의 항상 롤 케이지를 가지고 있다. 또한 롤 케이지의 섀시 강성 효과는 일반적으로 차량에 이점으로 간주된다.

## 경고 표지판
일부 국가에서는 트럭 및 무게 중심이 높은 기타 차량의 전복 위험이 증가하는 곡선 및 기타 지역에 대한 고유한 주의표지를 가지고 있다. 이러한 표지판에는 전복을 방지하기 위한 안전 속도 권고가 포함될 수 있다. 이 속도는 일반적으로 최대 정적 롤 임계값보다 훨씬 낮은 코너 주변에서 허용되는 최대 g-force를 측정하여 설정된다.

캐나다
뉴질랜드
영국 (캔트 (도로/철도) 경고)
미국
미국 (속도 제한 숫자 포함)
베트남

영국에서는 "불리한 캠버" 표지판이 "앞에 원형 교차로", "앞에 굽은 길", "앞에 (...) 굽은 길에 교차로", "앞에 연속된 굽은 길"과 같은 경고 표지판과 함께 제공된다.

## 유럽
대부분의 유럽 국가에서는 공식 사고 통계에 전복 차량에 대한 정보가 없으며, 영국만이 공식 통계 데이터를 제공할 수 있다. 다른 출처와 관련하여, 전복 사고에 대한 사고 데이터베이스는 거의 존재하지 않는다.— European union Rollover Final Public Report - Annexes (May 2006)

중상해를 동반한 모든 차량 사고 중 10% 미만이 전복 사고이지만, 모든 중상해 탑승자의 약 25%는 차량이 전복된 사고에 연루되었다. 미니밴, SUV 또는 MPV와 같은 여러 신형 차량의 전복 빈도가 대부분의 기존 차량보다 훨씬 높기 때문에 이러한 수치는 현재 증가하고 있다.— European union Rollover Final Public Report - Annexes (May 2006)

유럽 연합 내에서 대부분의 전복 사고는 차도 밖에서 발생한다. 탑승자가 차량 밖으로 튕겨 나가지 않고 차량이 단단한 물체에 부딪히지 않으면, 전복 사고는 다른 충돌 유형보다 부상이 가장 적다. 감속 시간이 더 길고 느리기 때문이다.
그럼에도 불구하고 전복 위험은 무게 중심, 서스펜션 특성 및 적재량에 따라 달라진다.
부상의 심각성은 충돌 보호 도로변의 유무와 충돌 속도에 따라 달라진다.
대부분의 서유럽에서는 3.5톤 이상 대형 트럭의 국가별 속도 제한은 영국과 북아일랜드, 이탈리아, 루마니아, 불가리아를 제외하고 시속 80km 또는 90km로 제한되어 있으며, 이 국가들은 대형 트럭 속도 제한이 시속 110km까지 허용된다. 프랑스에서는 대형 트럭이 고속도로망 및 일부 다른 도로에서 시속 90km에 도달할 수 있지만, 지역/보조 도로망의 일반 속도 제한인 시속 80km로 제한된다.
전자 제어 주행 안정 장치가 전복을 포함한 일부 사고를 줄이는 데 기여할 수 있다고 여겨진다.

### 유럽과 미국의 전복 차이점
유럽과 미국의 차량 보유량은 서로 다르다. 예를 들어, 미국에는 무게 중심이 높은 SUV, MPV, 픽업 트럭 및 기타 차량이 훨씬 더 많다. 장벽의 가용성 및 유형, 도로변 물체, 교통 체증 수준, 도로 표면, 건물 근접성 등 도로 환경을 고려할 때 추가적인 차이점을 찾을 수 있다.
또한, 미국, 특히 전복에 취약한 차량의 안전벨트 착용률은 유럽 국가보다 낮다. 마지막으로, 차량 설계 및 운전자 행동에 영향을 미치는 법률에도 차이가 있다.— European union Rollover Final Public Report - Annexes (May 2006)

- 탑승자 이탈은 특히 심각한 부상을 고려할 때 중요한 요소이다.
- 탑승자가 구속되지 않은 경우 부상 위험이 크게 증가한다.
- 대부분의 전복은 차량의 종축을 중심으로 발생한다.
- 대부분의 차량 전복은 한 바퀴 또는 그 이하로 회전한다.
- 이탈은 주로 측면 창문을 통해 발생한다.— European union Rollover Final Public Report - Annexes (May 2006)

### 유럽 대형 화물차
유럽 연합 내에서는 대형 화물차의 전복이 일반적으로 심각한 부상으로 이어지지 않는다고 간주된다.
일부 유럽 트럭에는 전자 제어 주행 안정 장치가 없다.
스웨덴에서는 매일 1~2건의 전복 사고가 발생한다.

### 유럽 2층 버스
프랑스에서는 여러 대의 2층 버스가 전복 사고를 일으켜 BEATT가 전자 제어 주행 안정 장치 의무화를 위한 규제 개선을 권고했으며, 그 사이에 안전벨트는 의무화되었다.
- 1995년 7월 10일 새벽 1시, 스페인 바르셀로나에서 네덜란드 암스테르담으로 향하던 2층 버스가 A9 고속도로에서 전복되었다. 22명 사망, 32명 부상.[54]
- 2003년 5월 17일 오전, 독일에서 스페인 코스타 브라바로 향하던 2층 버스. 28명 사망[54]
- 2012년 9월 11일 8시 7분, 폴란드에서 프랑스 남부로 향하던 4미터 높이, 12미터 길이, 72인승 2층 버스가 ABS는 있었지만 전자 제어 주행 안정 장치는 없이 A36 고속도로에서 시속 97km, 그 후 40km/h로 주행하다 전복되었다. 안전벨트는 없었다. 2명 사망, 42명 부상. 버스는 파괴되었다.
- 2019년 12월, 타른 가이약 근처 테쿠에서 2층 버스가 전복되었지만, 사람들은 안전벨트로 보호받았다.[55]

이로 인해 유럽 규정 (CE) 661/2009 및 UNECE 규정 66 개정판이 이러한 문제를 고려하게 되었다.

## 미국
미국에서 전복으로 인한 사망자는 1994년, 2003년, 2004년에 각각 전체 사망자의 29.1%, 32.4%, 33.3%를 차지했다.
단일 차량 전복 사망자는 1994년, 2003년, 2004년에 각각 전체 전복 사망자의 82%, 82%, 81%를 차지했다.
전복이 사망자의 더 큰 부분을 차지하는 미국 주 및 준주는 다음과 같다.
- 와이오밍주: 69%, 57%, 66%
- 몬태나주: 57%, 63%, 67%
- 뉴멕시코주: 57%, 62%, 53%

전복이 사망자의 더 낮은 부분을 차지하는 미국 주 및 준주는 다음과 같다.
- 푸에르토리코: 10%, 14%, 12%
- 미시시피주: 15%, 17%, 18%
- 컬럼비아 특별구: 29%, 7%, 10%

## 경쟁
숙련된 운전자는 회전을 멈춰 전복을 막을 수 있다. 스턴트 운전자는 의도적으로 램프를 사용하여 전복을 유발한다. 무게 중심이 높은 차량은 쉽게 전복되거나 "굴러떨어진다." 전복은 아니더라도 스턴트 운전자는 차량을 두 바퀴로 일정 시간 동안 운전할 수도 있지만, 이는 정밀한 계획과 전문적인 운전자 통제가 필요하다. 특수 안전 장비가 자주 사용된다.

### 전복 대회
운전자가 의도적으로 차량 한쪽을 경사로에 올려 차량을 전복시킨다. 가장 많이 전복시킨 운전자가 승리한다.

## 같이 보기
- 동적 전복
- 교통 사고 유형
- 전복 보호 구조 (ROPs)
- 차량 롤
- 중량 이동